# Neolamarckia macrophylla
Neolamarckia macrophylla là một loài thực vật có hoa trong họ Thiến thảo. Loài này được (Roxb.) Bosser mô tả khoa học đầu tiên năm 1984.